# Setaria roemeri
Setaria roemeri là một loài thực vật có hoa trong họ Hòa thảo. Loài này được Jansen miêu tả khoa học đầu tiên năm 1953.